# جيسيكا كابشو
جيسيكا كابشو (بالإنجليزية: Jessica Capshaw)‏ مواليد 9 أغسطس 1976، هي ممثلة أمريكية بدأت مسيرتها الفنية عام 1997.

## روابط خارجية
- جيسيكا كابشو على موقع IMDb (الإنجليزية)
- جيسيكا كابشو على موقع ميتاكريتيك (الإنجليزية)
- جيسيكا كابشو على موقع روتن توميتوز (الإنجليزية)
- جيسيكا كابشو على موقع قاعدة بيانات الأفلام العربية
- جيسيكا كابشو على موقع ألو سيني (الفرنسية)
- جيسيكا كابشو على موقع ميوزك برينز (الإنجليزية)
- جيسيكا كابشو على موقع تيرنر كلاسيك موفيز (الإنجليزية)
- جيسيكا كابشو على موقع أول موفي (الإنجليزية)
- جيسيكا كابشو على موقع قاعدة بيانات الأفلام السويدية (السويدية)
- جيسيكا كابشو على موقع إن إن دي بي (الإنجليزية)